# Stefano Pavesi
Pour les articles homonymes, voir Pavesi.
Œuvres principales
- Agatina (1814), Fenella ossia La muta di Portici (1831)

Stefano Pavesi est un compositeur italien né à Casaletto Vaprio, dans la province de Crémone en Lombardie le 22 janvier 1779 et mort à Crema le 28 juillet 1850. Actif dans la période de transition entre la génération des Cimarosa et des Piccini et celle de Rossini, il a composé près de soixante-dix opéras et beaucoup de musique d'église. 

## Biographie
Originaire de Casaletto Vaprio en Lombardie, Pavesi étudia d'abord la musique près de sa ville natale, à Crema, puis à Naples d'abord auprès de Piccini puis avec Fedele Fenaroli au Conservatorio di San Onofrio. Il y était étudiant en janvier 1799 au moment des évènements qui chassèrent le roi Ferdinand Ier des Deux-Siciles pour établir la République parthénopéenne. 
Mais avec le retour des Bourbons dès le mois de juin 1799, il fut expulsé vers la France. Il se rendit à Marseille, puis à Dijon et s'engagea dans la musique des armées napoléoniennes comme joueur de serpent grâce à un chef de musique d'origine italienne qu'il avait connu à Naples. La plupart des musiciens étaient italiens ; il y avait parmi eux des chanteurs pour qui Pavesi composa des mélodies comme Oh inaspettato felice istante (pour ténor et guitare). Il suggéra de donner des concerts dans les villes qu'ils visitaient.
Il quitta l'armée après la bataille de Marengo (1800) et retourna dans sa famille puis se rendit à Venise où le compositeur Giuseppe Gazzaniga le prit sous sa protection et l'aida à créer son premier opéra, L'avviso ai gelosi, en 1803, qui fut suivi de plusieurs autres. Appelé à Milan à l'automne 1804, il revint à Venise dès 1805 où il connut son premier vrai succès avec Fingallo et Camala, premier opéra italien inspiré par les récits ossianiques. Il donna également des œuvres à Naples, Bologne, Bergame, Turin et Milan, mais c'est Venise qui resta toujours le centre de son activité musicale.
Après la création du royaume lombard-vénitien sous domination autrichienne en 1815, Pavesi retourna à Crema où il partagea le poste de maître de chapelle de la cathédrale avec Gazzaniga avant de lui succéder en 1818, mais passant toujours quelques mois de l'année à Venise. Il succéda ensuite à Antonio Salieri comme directeur de l'Opéra-Italien de Vienne de 1820 à 1826.
Au début de sa carrière, il donna des ouvrages dans le genre buffo dont les plus célèbres sont La fiera di Brindisi (1804) et surtout Ser Marcantonio (1810), qui connut 54 représentations d'affilée à la Scala de Milan, et dont on se souvient surtout aujourd'hui parce que son livret a servi de base à celui de Don Pasquale (1843) de Gaetano Donizetti.  
Il s'essaya également au genre semi seria avec des ouvrages tels que Il monastero, La giardiniera abruzzese, La gioventù di Giulio Cesare (1814) et Il trionfo delle belle (1809), qui a inspiré Matilde di Shabran (1821) de Rossini. Plusieurs des livrets qu'il utilisa furent d'ailleurs ultérieurement mis en musique par Rossini, notamment Tancredi et Edoardo e Cristina.
Pavesi s'orienta enfin vers des opéras plus sérieux et déjà marqués par la sensibilité romantique comme Ines d'Almeida, Egilda di Provenza, Il solitario ed Eloidia, La dama bianca di Avenello, tiré d'un roman de Walter Scott, Gli Arabi nelle Gallie, drame épique mettant en scène les affrontements entre Francs et Arabes dans les années 700.
Ses opéras les plus notables restent sa version de l'histoire de Cendrillon : Agatina (1814), qui mêle un rythme comique endiablé avec le sentimentalisme de l'époque ; ainsi que : Fenella ossia La muta di Portici (1831), opéra en quatre actes sur le même sujet que La Muette de Portici (1828) d'Auber mais plus sombre et plus dramatique et annonçant déjà Verdi.

## Opéras
- 1801 :
  - La pace, Livourne, carnaval

- 1803 :
  - L'avviso ai gelosi (autres titres : L'avvertimento ai gelosi ; Un avvertimento ai gelosi ; La scuola dei gelosi), farce en un acte, livret de Giuseppe Foppa, Venise, Teatro San Benedetto, 7 août
  - L'anonimo (autre titre : L'amante anonimo), opera buffa en un acte, Venise, Teatro (Zane a) San Moisè, automne
  - I castelli in aria ossia Gli amanti per accidenti, opera buffa en un acte, livret de Giuseppe Foppa d'après Les Châteaux en Espagne de Jean-François Collin d'Harleville, Vérone, automne
  - La forza dei simpatici ossia Lo stratagemma per amore, Vérone, 26 décembre ; reprise : Venise, carnaval 1813

- 1804 :
  - Andromaco, Gênes, carnaval ; reprise : Milan, Teatro alla Scala, 1822
  - La fiera di Brindisi (autre titre : La fiera), Florence, Teatro della Pergola, 2 avril
  - L'amore prodotto dall'odio, Padoue, 7 mai
  - L'accortezza materna, Venise, Teatro (Zane a) San Moisè, 12 mai
  - La vendetta di Medea (non représenté)

- 1805 :
  - Il trionfo di Emilia, dramma eroico per musica, livret de Gaetano Rossi, Milan, Teatro alla Scala, 9 février
  - Fingallo e Camala, opera seria en 2 actes, livret de Leopoldo Fidanza, Venise, Fenice, carnaval
  - Amare, e non voler essere amante ossia L'abitore del bosco, opera buffa en 2 actes, livret de Giuseppe Foppa, Venise, Fenice, 25 avril ; Milan, Teatro alla Scala, 27 septembre, version revue sous le titre L'incognito

- 1806 :
  - Il giucatore, Rome, Teatro Valle, carnaval[5]
  - Le donne fugitive, Rome, Teatro Valle, carnaval (identique au précédent ?)
  - I Baccanali di Roma, Livourne, printemps[6]
  - Ines de Castro, Naples, Teatro San Carlo, 11 octobre ; reprise : ibid., 1822 (sous le titre : Ines d'Almeida ?)
  - Amore vince l'inganno, Venise, Teatro (Zane a) San Moisè, automne
  - La sorpresa ossia Il deputato di grosso latino, Venise, Teatro (Zane a) San Moisè, automne

- 1807 :
  - I cherusci (autres titres : I riti cherusci ; Dattalo e Amanzia), melodramma eroico en 2 actes, livret de Gaetano Rossi, Venise, Fenice, 22 janvier ; reprise : Milan, été 1818 (version revue, titre : Gli antichi Cherusci)
  - Sapersi scegliere un degno sposo ossia Amor vero, e amor interessato (autre titre : L'amor vero), farce en un acte, livret de Giuseppe Foppa, Venise, Fenice, 11 avril
  - Aristodemo, dramma eroica, livret de Gaetano Rossi, Naples, Teatro San Carlo, 15 août
  - Il maldicente o sia La bottega del caffè, opera buffa en 2 actes, livret d'Antonio (?) [Gaetano (?)] Gasbarri, d'après La bottega del caffè de Carlo Goldoni, Florence, Teatro della Pergola, automne ; Bologne, 15 novembre 1808

- 1808 :
  - Il servo padrone ossia L'amor perfetto, opera buffa en 2 actes, livret de Caterino Mazzolà, Bologne, carnaval
  - La festa della rosa, melodramma comico en 2 actes, livret de Gaetano Rossi, Venise, Fenice, 27 avril (ou 21 mai ?)

- 1809 :
  - Il trionfo delle belle (autres titres : Corradino ; Corradino cuori di ferro ; Il trionfo del bel sesso ; Elena e Corrado ; L'odio delle donne), dramma eroi-comico en un acte, livret de Gaetano Rossi, Venise, Teatro (Zane a) San Moisè, 3 février
  - Ippolita, regina delle amazzoni, melodramma eroico, livret de Gaetano Rossi, Bergame (ouverture du nouvel opéra) ; Venise, Teatro Ricciardi, été
  - Elisabetta d'Inghilterra, dramma serio en 2 actes, Turin, Teatro Regio, 26 décembre

- 1810 :
  - Arminia, dramma per musica en 2 actes, livret de Marco Landi, Milan, Teatro alla Scala, 3 février
  - I gauri, Venise, Fenice, carnaval
  - Ser Marcantonio, opera buffa en 2 actes, livret d'Angelo Anelli, Milan, 27 septembre (Un enregistrement Naxos en première mondiale, issu d'un spectacle de 2011 au festival de Bad Wildbad, est sorti en juin 2013, sous la direction de Massimo Spadano)
  - Edoardo (ou Odoardo) e Cristina, opera seria en 2 actes, livret de Giovanni Schmidt, Naples, Teatro San Carlo, 1er décembre
  - Trajano in Dacia, Milan
  - Il giobbe, oratorio, Bologne

- 1811 :
  - L'alloggio militare, Naples, Teatro del Fondo, printemps
  - La giardiniera abruzzese (autre titre : La contadina abruzzese ; Il signorino e l'ajo), Naples, Teatro del Fondo, printemps
  - Il monastero, Naples, Teatro Nuovo, printemps
  - Il trionfo dell'amore ossia Irene e Filandro, opéra semiseria en 2 actes, Naples, juillet
  - Nitteti, opera seria en 2 actes, d'après Pietro Metastasio, Turin, Teatro Regio 26 décembre

- 1812 :
  - Tancredi, melodramma serio en 2 actes, livret de Luigi Romanelli, Milan, Teatro alla Scala, 18 janvier
  - Amore e generosità, Venise, Teatro (Zane a) San Moisè, 22 septembre
  - Aspasia e Cleomene, Florence, Teatro della Pergola, octobre
  - L'Ostregoro, opéra en un acte, Venise, Teatro (Zane a) San Moisè, automne
  - Teodoro, melodramma eroico, livret de Gaetano Rossi, Venise, Fenice, 26 décembre

- 1813 :
  - Una giornata pericolosa, Venise, Teatro (Zane a) San Moisè, 20 février

- 1814 :
  - Agatina o La virtù premiata, opera buffa en 2 actes, livret de Francesco Fiorini, Milan, Teatro alla Scala, 10 avril[7]

- 1815 :
  - Celanira, melodramma eroico, livret de Gaetano Rossi, Venise, Teatro San Benedetto, 27 mai

- 1816 :
  - La villanella fortunata, Urbino, carnaval
  - Le Danaïde romane, Venise, Fenice, carnaval

- 1817 :

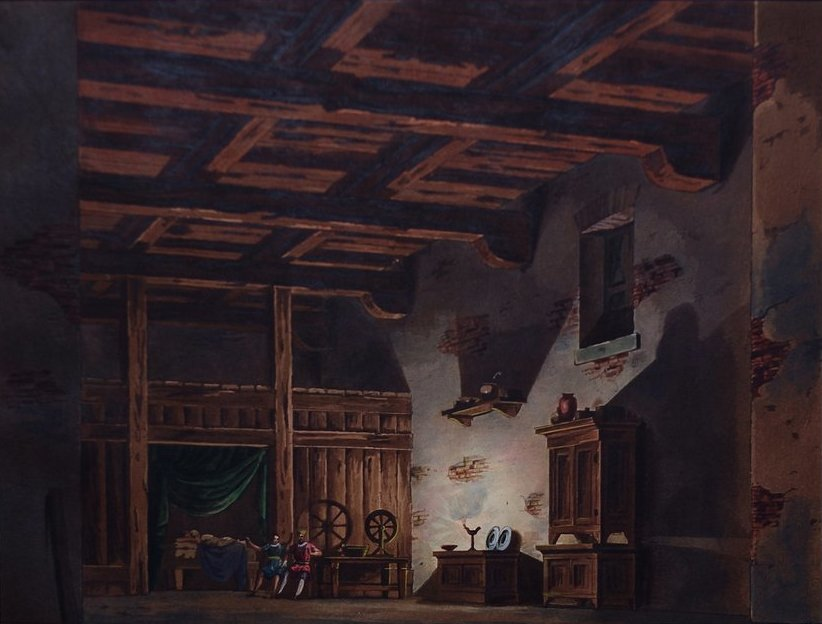
Décor créé par Alessandro Sanquirico pour la représentation de La gioventù di Giulio Cesare de Pavesi à La Scala en 1817

  - La gioventù di Giulio Cesare, livret de Felice Romani, Milan, Teatro alla Scala, 7 avril

- 1819 :
  - I pitocchi fortunati, Venise, Teatro San Benedetto, 11 février
  - Gli esiliati da Firenze, Paris, Théâtre-Italien, printemps
  - Don Gusmano, Venise, Teatro San Benedetto, 1er juin

- 1820 :
  - Il solitario ed Eloidia, Naples, Teatro San Carlo ; reprise : ibid., 19 avril 1826
  - Il gran naso, Naples, Teatro Nuovo, carnaval
  - Eugenia degli Astolfi, Naples, Teatro Nuovo, automne

- 1821 :
  - Arminio ossia L'eroe germano (autre titre : Arminio, o sia L'eroe cherusco), opera seria en 3 actes, livret d'Andrea Leone Tottola, Venise, 10 février

- 1822 :
  - Antigona e Lauso, opera seria en 2 actes, livret de Luigi Romanelli, Milan, 26 janvier
  - Sandrina, Trieste, carnaval
  - Anco Marzio, Naples, Teatro San Carlo, printemps
  - Ines di Almeida, Naples, Teatro San Carlo, automne (reprise d’Ines de Castro ?)

- 1823 :
  - I cavalieri del Nodo, opera seria en 1 acte, livret de Giovanni Schmidt, Naples, Teatro San Carlo, 12 janvier
  - Egilda di Provenza, Venise, Fenice, 26 décembre

- 1825 :
  - Ardano e Dartula (ou Ordano ed Artula ?), Naples, Teatro San Carlo, 5 mars (donné aussi en 1823 ?)

- 1827 :
  - Gli Arabi nelle Gallie, Naples, Teatro San Carlo, 4 octobre

- 1829 :
  - version allemande révisée de La festa della rosa, Vienne, 2 mai

- 1830 :
  - La donna bianca di Avenello, melodramma comico en 2 actes, livret de Gaetano Rossi, Milan, Teatro della Cannobiana, 13 novembre

- 1831 :
  - Fenella ossia La muta di Portici, melodramma en 4 actes, Venise, Fenice, 5 février

- Dates à préciser :
  - La testa riscaldata (non représenté)

### Sources
- (fr) François-Joseph Fétis, Biographie universelle des musiciens et bibliographie générale de la musique, 2e édition, Paris, Firmin-Didot, 1866-1868, 8 vol., tome VI, p. 470
- (it) Maurizio Giarda, « Stefano Pavesi », sur www.primonumero.it (consulté le 19 août 2008)
- (de) « Liste des opéras de Stefano Pavesi », sur www.operone.de (consulté le 19 août 2008)
- (en) Keith Johnson, « Biography of Stefano Pavesi », sur www.windowsmedia.com (consulté le 19 août 2008)
- (en) Rey Morgan Longyear, introduction à : Stefano Pavesi, Dies Irae Concertato, A-R Editions, Inc., 1998 –  (ISBN 0-89579-401-2), 9780895794017